# Свемирска трка
Свемирска трка је било незванично надметање између Сједињених Држава и Совјетског Савеза које је трајало од 1957. до 1975. године. Она је обухватала истовремене напоре обеју земаља да истраже свемир, шаљу вештачке сателите у Земљину орбиту, да пошаљу људе у свемир и на Месец. Иако њени корени леже у раној ракетној технологији и затегнутим међународним односима након Другог светског рата, свемирска трка је почела након совјетског лансирања сателита Спутњик 1, 4. октобра 1957. године. Термин свемирска трка је смишљен по аналогији са трком у наоружавању која је такође постојала између САД и СССР. Свемирска трка је постала важан део културног и технолошког ривалства између Совјетског Савеза и САД током Хладног рата. Свемирска технологија је постала посебно важна арена у овом сукобу, и због своје војне примене и због психолошке користи од нараслог морала.
Током тих година СССР је успео да лансира први вештачки сателит, да први пошаље живо биће у свемир, првог човека и да изврши прву шетњу космонаута у отвореном свемиру. САД су успеле прве да пошаљу људе на Месец.

## Историјска позадина

### Рани војни утицаји
Ракете су занимале научнике и аматере најмање 2.100 година. Кинези су их користили као оружје још у 11. веку. Руски научник Константин Циолковски је осамдесетих година 19. века размишљао о вишестепеним ракетама пуњеним течним горивом које би могле да стигну до свемира, али је тек 1926. године Американац Роберт Годард дизајнирао практичну ракету са течним горивом.
Годард је спроводио свој рад у тајности, пошто су му се научна заједница, јавност, па чак и Њујорк тајмс подсмевали. Био је потребан рат да би катапултирао ракете у славу. Ово се показало као претња у будућности, пошто ће свака свемирска трка постати нераздвојива од војних амбиција укључене земље, упркос углавном научном карактеру и мирољубивој реторици.

### Немачки допринос
Половином 1920-их, немачки научници су експериментисали са ракетама погоњеним течним горивом које су биле способне да достигну релативно велике висине и раздаљине. Рајхсвер, претходник Вермахта, се заинтересовао за ракете ради далекометне артиљеријске паљбе. Вернер фон Браун, славољубив ракетни научник, се придружио напорима и развио оружја за нацистичку Немачку у Другом светском рату. Фон Браун је много позајмио од оригиналних Годардових истраживања, проучавајући и побољшавајући Годардове ракете.
Немачка А-4 ракета, лансирана 1942. године, постала је прва ракета која је премашила границу свемира (замишљену линију на 100 km надморске висине). Године 1943. Немачка је почела производњу њеног наследника, ракете V-2, са дометом од 300 km и носивости бојеве главе од 1.000 килограма. Вермахт је испалио хиљаде V-2 ракета на савезничке државе, изазивајући велике штете и губитак живота. Ипак, много више радника-робова је убијено током производње V-2 него у нападима.
Како се Други светски рат приближавао крају, совјетска, британска и америчка војска и научни тимови су се такмичили ко ће пре заробити технологију и увежбано особље из немачке ракетне инсталације у Пенеминдеу. СССР и Велика Британија су имале неког успеха, али су САД стекле највише користи, узимајући велики део немачких ракетних научника — велики део њих су били чланови Нацистичке странке, укључујући и фон Брауна — из Немачке у САД као део операције Спајалица. Ту су научници прилагодили немачке ракете, оригинално кориштене против Британије, у друге сврхе. И САД и СССР су користили ракете V-2 као основу за развијање сопствених великих ракета.
Послератни научници су искористили ракете да испитују услове на великим висинама (температуру, притисак), космичке зраке и остала питања. Ово се наставило под фон Брауном и његовим колегама, који су постали део америчког научничког тима, а касније и агенције НАСА.

### Хладноратовски корени Свемирске трке
Након Другог светског рата, САД и СССР су били увучени у Хладни рат кроз шпијунажу и пропаганду. Истраживање свемира и сателитска технологија је могла да допринесе у Хладном рату на оба фронта. Опрема на сателитима је могла да шпијунира друге земље, док су успеси у свемиру могли да служе као пропаганда за рекламирање научне и војне снаге одређене стране. Исте ракете које су могле да пошаљу човека у орбиту или да погоде одређену тачку на Месецу су такође могле да пошаљу атомску бомбу на одређени непријатељски град. Много од технолошког развоја потребног за путовање у свемир је једнако примењено на војне ракете као што су интерконтиненталне балистичке ракете. Заједно са другим аспектима трке у наоружању, напредак у свемиру је показивао технолошку и економску снагу, демонстрирајући супериорност идеологије те земље. Истраживање свемира је имало двоструку улогу: могло је да служи мирољубивим настојањима, али је исто могло да допринесе војним циљевима.
И САД и СССР су 1955. објавили у одвојеним саопштењима за новинаре у року од четири дана да ће лансирати вештачке сателите до 1957. или 1958. Џејмс Хагерти, секретат за штампу председника Двајта Ајзенхауера, је 29. јула 1955. објавио да САД намеравају да у периоду од 1. јула 1958. до 31. децембра 1958, лансирају мале сателите који ће кружити око Земљ, као део америчког доприноса Међународној геофизичкој години. Четири дана касније на Шестом конгресу Међународне ваздухопловне федерације у Копенхагену, научник Леонид Седов је говорио страним новинарима у совјетској амбасади и обзнанио намеру своје државе да такође лансирају сателите у ближој будућности. Корољов је 30. августа убедио Совјетску академију наука да образује комисију чији је циљ да претекне Американце у слању сателита у Земљину орбиту. Савет министара Совјетског Савеза је почео са политиком третирања развоја свог свемирског програма као поверљиву државну тајну.
Председник Ајзенхауер је на почетку био забринут да ће прелазак сателита изнад неке државе на више од 100 km висине бити третирано као нарушавање ваздушног простора суверене државе. Био је забринут да ће СССР оптужити Американце за незаконите прелете и тако остварити пропагандну победу на његову штету. Ајзенхауер и његови саветници си сматрали да се суверенитет неке државе не протеже у свемир иза Карманове линије и искористио је Међународну геофизичку годину да успостави овај принцип као међународни. Ајзенхауер је такође страховао да ће можда изазвати међународни инцидент и бити називан ратним хушкачем ако би користио војне ракете као носаче. Због тога је изабрао нетестиране ракете Вангард Поморске истраживачке лабораторије, која је коришћена као ракета-носач само за истраживања. Ово је значило да фон Брауновом тиму није било дозвољено да постави сателит у орбиту својом ракетом Јупитер-Ц, јер је она планирана да се у будућности користи у војне сврхе. Фон Браун и његов тим су 20. септембра 1956. лансирали ракету Јупитер-Ц, која је била способна да однесе сателит у орбиту, али је лансирање искоришћене као подорбитални тест технологије за улазак у атмосферу.

## Вештачки сателити започињу трку

### Спутњик
СССР је 4. октобра 1957. године успешно лансирао Спутњик-1, први вештачки сателит који је ушао у орбиту око Земље, и свемирска трка је почела. Због његових војних и економских компликација, Спутњик је изазвао страх и жестоке политичке дебате у САД. У исто време, лансирање Спутњика у Совјетском Савезу је виђено као важан показатељ научне и инжењерске способности нације.
Лансирање Спутњика у Совјетском Савезу и потоњи програм истраживања свемира је наишао на велико интересовање јавности. За земљу која се скоро опоравила од рата је било важно и охрабрујуће да види доказ напретка технике у новом добу.
Фон Браунов колега у Совјетском Савезу, Сергеј Корољов, главни инжењер који је дизајнирао ракету Р-7 која је послала Спутњик у орбиту, ће касније пројектовати ракету Н-1, дизајнирану да пошаље космонауте на Месец. Као одговор на Спутњик, САД су покренуле огромне напоре да поврате технолошку надмоћ, укључујући и преправку школских наставних планова у нади да ће произвести још фон Брауна и Корољова. Ова реакција је данас позната као Спутњикова криза.
Линдон Џонсон, потпредседник за време Џона Кенедија, је овако изразио мотивацију за америчке напоре:
У очима света, први у свемиру значи први; други у свемиру је други у свему.
Америчка јавност, у почетку обесхрабрена и уплашена због Спутњика, постала је везана за америчке пројекте који су следили. Школска деца су пратила успехе лансирања и грађење модела ракета је постало популаран хоби. Председник Кенеди је држао говоре охрабрујући нацију да подржи свемирски програм и да покуша да превазиђе скептицизам многих који су мислили да би милиони долара били боље искоришћени за прављење постојећег доказаног оружја или борбе против сиромаштва. Након скоро четири месеца од лансирања Спутњика 1, САД су лансирале свој први сателит Експлорер 1. У међувремену су се десили бројни осрамоћујући неуспеси у Кејп Канавералу.
Први сателити су лансирани за потребе науке. И Спутњик 1 и Експлорер 1 су лансирани као део учешћа Совјетског Савеза и Сједињених Држава у Међународној геофизичкој години. Спутњик је помогао у одређивању густине горњег слоја атмосфере, а лет Експлорера 1 је довео до открића Ван Аленовог појаса.

### Комуникациони сателити
Први комуникациони сателит, Пројекат СКОР је лансиран 18. децембра 1958, преносећи Божићну поруку свету од америчког председника Ајзенхауера. Први активни комуникациони сателит је био Телстар 1, којег су лансирале САД 10. јула 1962.

### Остали важнији сателити
САД су лансирале први геосинхрони сателит Синком-2, 26. јула 1963. Синком-2 је једном дневном правио круг око земље константном брзином, али пошто је орбитална раван била нагнута ка екватору, он се гледајући са Земље померао на север и југ, па је и даље била потребна специјална опрема за праћење. Први прави геостационарни сателит је био Синком-3. Успех ове класе сателита је значило да обичне сателитске антене нису више морале да прате орбиту сателита, пошто је орбита остајала геостационарна. Убудуће обични грађани су могли користити сателитске комуникације за телевизијски пренос, након једног намештања.

## Још совјетских успеха: жива бића у свемиру

### Животиње у свемиру
Технички, воћне муве које су САД лансирале 1946. у заробљеној немачкој V-2 ракети су биле прве животиње које су послате у свемир. Први сисар који је лансиран у свемир, пас Лајка, путовао је у совјетској летелици Спутњик 2 новембра 1957. године. Пошто није постојала технологија која би вратила Лајку након лета, она је угинула од стреса и прегревања убрзо након што је стигла до свемира.
Године 1960. совјетски пси Стрелка и Белка су летели у Земљиној орбити и успешно су се вратили на Земљу. Амерички свемирски програм увео је шимпанзе из Африке, и најмање две су послате у свемир пре лансирања првог човека у орбиту. Корњаче које су Совјети лансирали летелицом Зонд 5 постале су прве животиње које су летеле око Месеца (септембар 1968).

### Људи у свемиру
Амерички стручњаци су до 1959. веровали да ће СССР први лансирати човека у свемир због времена потребног да се припреми прво лансирање пројекта Меркјури. СССР је поново изненадио свет 12. априла 1961. године лансиравши Јурија Гагарина у једну орбиту око земље у летелици Восток-1. Иако је Гагарин имао могућност да преузме контролу над својом летелицом уневши у рачунар шифру која се налазила у коверти у капсули, Восток 1 је летео у аутоматском моду као мера опреза; медицина у то време није знала шта ће се десити човеку у бестежинском стању. Восток 1 је облетео Земљу за 108 минута и ушао у атмосферу изнад Совјетског Савеза. Гагарин је искочио из летелице на висини од око 7.000 m и приземљио падобраном. Међународна ваздухопловна федерација је признала да је Гагарин први човек који је летео у свемир, мада су њена тадашња правила за ваздухопловна достигнућа захтевала да пилот полети и слети у својој летелици. Због тога је СССР изоставио из свог извештаја Међународној ваздухопловној федерацији да Гагарин није слетео у својој капсули.
23 дана касније, у мисији Фридом 7, Алан Шепард је постао први Американац који је прешао границу свемира. Џон Глен у Френдшипу 7 је постао први Американац који је успешно облетео Земљу, облетевши три круга у орбити 20. фебруара 1962. године.
Први истовремени лет двојице људи је такође потекао из СССР, 11-15. августа. Рускиња Валентина Терјешкова је постала прва жена у свемиру 16. јуна 1963. у Востоку 6. Корољов је првобитно планирао даље мисије Востока, и крајем 1963. четири Востока су већ била у различитим фазама израде у његовом бироу ОКБ-1. У то време Американци су објавили свој амбициозни план за летове из пројекта Џемини. Ови планови су укључивали велики напредак у могућности свемирских летелица, као што су летелица за две особе, могућности да се промени орбита, могућност да се врше изласци у отворени свемир и могућност пристајања са другом свемирском летелицом. Ово је представљало велики скок у односу на раније капсуле из програма Мерјкури и Восток, и Корољов је осетио потребу да престигне Американце у многим од ових иновација. Корољов је већ кренуо да пројектује замену за Востоке – капсулу Сојуз, која је била летелица за више особа и имала барем исте могућности као и летелице из програма Џемини. Међутим, Сојуз не био био доступан најмање три године и на њега се није могло ослонити да се носи са америчким изазовима у 1964. и 1965. години Политички притисак га је приморао да модификује своје преостале Востоке како би претекао Американце у постизању нових успеха у погледу величине посаде и трајања мисија.

#### Пројекат Васход
Програму Џемини била је потребна година више да изврши свој први лет, што је омогућило Совјетима да забележе још успеха лансирањем Васхода 1 12. октобра 1964. године, који је био прва летелица са посадом од три човека: Владимир Комаров, Константин Феоктисов и Борис Јегоров. Овај лет је такође био први пут да посада није носила свемирска одела. Међутим, лет без свемирског одела није извршен захваљујући повећању безбедности совјетских летелица, већ је ова иновација постигнута јер ограничен простор кабине није дозвољавао свемирска одела. Летење без свемирских одела је изложило космонауте значајном ризику у случају фаталног губитка притиска у кабини. Овај подухват неће бити поновљен све до лета америчког командног модула Аполо 1968. године.
Алексеј Леонов, из Васхода 2, којег је СССР лансирао 18. марта 1965. године, извршио је прву шетњу у свемиру. Ова мисија се замало завршила катастрофом; Леонов је једва успео да се врати у капсулу, а због лоших ретроракета, брод се спустио 1.600 km од планираног места. До овог времена, Хрушчов је смењен, а ново совјетско руководство није се у потпуности посветило слању људи на Месец.

#### Пројекат Џемини
Иако је годину дана закаснио да обави свој први лет, Џемини је искористио двогодишње мировање Совјета након Васхода, што је омогућило САД да стине и престигне совјетско вођство у летовима са људском посадом. Џемини је остварио неколико успеха у 10 мисија са људском посадом:
- Џемини 3 је марта 1965. са астронаутима Вирџилом Грисомом и Џоном Јангом постала прва летелица која је показала своју могућност да промени орбиту.
- Џемини 5 је августа 1965. са астронаутима Гордоном Купером и Питом Конрадом поставио рекорд од скоро 8 дана у свемиру, довољно за мисију на Месец са људском посадом.
- Џемини 6A је децембра 1965. са астронаутом Волијем Широм остварио први свемирски рандеву са Џеминијем 7, прецизно поклопивши своју орбиту са орбитом друге летелице, остајући поред ње на удаљености од једног метра у три узастопне орбите.
- Џемини 7 је такође поставио рекорд за људски боравак у свемиру, носећи астронауте Френка Бормана и Џима Лавела, који се задржао све док САД и СССР нису почели да лансирају свемирске лабораторије почетком 1970-их.
- Џемини 8 је марта 1966. са пилотом Нилом Армстронгом остварио прво спајање две свемирске летелице, између његовог Џеминија и свемирске платформе Аџина.[19]
- Џемини 11 из септембра 1966, којим је пилотирао Конрад, је постигао први рандеву са Аџином у својој првој орбити и искористио Аџинину ракету да достигне апогеј од 1.374 km, што је и данас рекорд за једну орбиту са људском посадом.[20]
- у мисији Џемини 12 из новембра 1966. Едвин „Баз” Олдрин је провео више од 5 сати удобно радећи у три изласка у отворени свемир, коначно показавши да људи могу да извршавају корисне задатке изван својих летелица. Ово се показао као најтежи задатак за извршавање.

Већина нових пилота који су пилотирали у првим мисијама су командовали у каснијим мисијама. На овај начин пројекат Џемини је донео искуство свемирских летова низу астронаута који ће летети у мисијама ка Месецу из пројекта Аполо.

## Слетање на Месец
Иако су успеси који су постигли СССР и САД донели велики понос својим нацијама, идеолошка клима се побринула да ће Свемирска трка трајати док први човек не буде ходао по Месецу. Пре овог достигнућа, беспилотне летелице су морале прво да истраже Месец фотографисањем и показивањем својих могућности да безбедно слете на њега.

### Беспилотне летелице
Након совјетских успеха у постављању првог сателита у орбиту, Американци су се сконцентрисали на своје напоре да први пошаљу сонде на Месец. Први покушаји да у томе успеју биле су сонде у оквиру програма Пионир. Првих неколико сонди овог програма изгубљено је у експлозијама ракета-носача, које су у то време и даље биле непоуздане. Исто је било и са совјетским програмом Луна, који је претрпео сличне неуспехе у свом повоју.
Први делимичан успех постигао је СССР са мисијом Луна 1, која је пролетела 5.995 km од површине Месеца у јануару 1959. године. Уследио је први делимичан успех САД, када је у марту исте године сонда Пионир 4 пролетела на 60.000 km од површине. Након тога совјетска мисија Луна 2 постала је прва сонда која је успешно стигла до Месеца – ударила је у површину источно од Мора ведрине, а након ње уследила је мисија Луна 3 која је на Земљу послала прве фотографије друге стране Месеца. Након ових мисија и један и друга страна имале су мало успеха у лансирању сонди, а следећи већи успех било је прво меко слетање сонде Луна 9 на површину Месеца, у фебруару 1966. године. Американци су имали још неколико програма за лансирање роботских сонди ка Месецу, које су за циљ углавном имале прикупљање фотографија како би се одредило најсигурније место за слетање људи, као и развој и доказивање поузданости нових техничких решења. Поред поменутог програма Пионир, то су били програми Лунар орбитер и Сурвејор.

### Слетање човека на Месец

#### Совјетски Лунарни програм
Пројектантски биро Сергеја Корољова, главног инжењера совјетског свемирског програма, осмислио је два решења за летове до орбите око Месеца и назад – у марту 1962. и мају 1963. године, и оба решења су као превозно средство користила ране верзије летелице Сојуз. Наредбом 655-268 Централног комитета Совјетске комунистичке партије, 3. августа 1964. године, покренута су два тајна, конкурентска пројекта за летове око Месеца као и слетање на његову површину. Према овој наредби планирано је да се летови у орбиту око Месеца спроведу 1967. године, а затим би уследила слетања на површину 1968.
Пројекат за постављање људи у орбиту око Месеца, назван Зонд, који је осмислио пројектантски биро Михаила Челомеја ОКБ-52, подразумевао је лансирање два космонаута огољеном летелицом Сојуз 7К-Л1. За лансирање би се користила ракета-носач Протон УР-500. Пројекат Зонд користио је већи део животног простора унутар летелице Сојуз за складиштење додатне опреме, тако да је орбитални модул летелице у ствари био неупотребљив за посаду. Челомеј је добио благу наклоност Хруничева тиме што је запослио чланове његове породице. Још једна предност Челомеја је што се, након несугласица са Корољовим, дизајнер ракетних мотора Валентин Глушко прикључио његовом тиму.
Пројекат Сергеја Корољова био је назван Н1/Л3, што је означавало ракету-носач Н-1 и напреднију летелицу Сојуз 7К-Л3/ЛОК, познату и под називом лунарни орбитални модул (рус. Лунный Орбитальный Корабль). Ова летелица превозила би два космонаута до лунарне орбите, док би посебан лунарни модул (рус. Лунный корабль) спустио једног космонаута до површине.
Ракета-носач за верзију Н1/Л3 имала је три степена за досезање ниске Земљине орбите, четврти степен за напуштање Земљине орбите, и пети степен за помоћ при слетању на површину Месеца. Резултујућа ракета-носач била је приближно исте висине и масе као тростепена ракета Сатурн V пројекта Аполо, и притом је имала 28% већи потисак при полетању са лансирне рампе, али је ка Месецу могла да пошаље скоро дупло мање масе у односу на америчку ракету.
После отпуштања Хруничева, програм Зонд Михаила Челомеја спојен је са пројектом Н1/Л3.
- N1-L3 Soviet Manned Lunar Landing – анимација совјетског слетања на Месец (Јутјуб).

#### Несреће на обе стране
Током 1967. године обе стране суочиле су се са великим потешкоћама у развоју својих свемирских програма. Обе државе желеле су да што пре лансирају новоразвијене свемирске летелице – Аполо и Сојуз, а да притом нису обратиле довољну пажњу на растуће проблеме у фази пројектовања и израде компоненти за њих. Резултат овога био је фаталан по пионирске посаде обе летелице.
На дан 27. јануара 1967. године, истог дана када су СССР и САД потписале Споразум о свемиру, посада прве мисије Пројекта Аполо (Аполо 1) – командант Верџил „Гас“ Грисом, старији пилот Едвард Вајт и пилот Роџер Чафи, погинули су у пожару који је захватио кабину командног модула њихове летелице, мање од месец дана пре планираног полетања 21. фебруара. Истражни одбор утврдио је да је пожар највероватније изазвала варница, и да се он веома брзо проширио напајан чистим кисеоником којим је била испуњена унутрашњост капсуле. Бекство посаде било је немогуће јер нису могли да изнутра отворе врата капсуле због тога што је притисак био већи од атмосферског који је владао напољу. Одбор је такође пронашао низ недостатака у дизајну и изради капсуле, као и недостатке у процедурама, укључујући и превид огромног ризика који носи околина од чистог кисеоника. Сви ови недостаци морали су да буду отклоњени током наредна 22 месеца пре него што је полетела прва мисија са људском посадом. Ветеран пројеката Меркјури и Џемини – Гас Грисом, био је први избор Дика Слејтона, директора агенције НАСА за људске летове, за пилота прве мисије која ће слетети на површину Месеца.
У исто време, и Совјетски Савез је имао потешкоћа у развоју летелице Сојуз. Инжењери су предочили 200 дизајнерских мана лидерима партије, али њихове сугестије лидери нису узели у обзир како би се пожурило са низом подвига у свемиру којима ће се обележити Лењинов рођендан. Током мисије Сојуз 1, пилот и једини космонаут на овом лету Владимир Комаров постао је прва жртва свемирских летова која је живот изгубила током лета (посада Апола 1 погинула је на Земљи током теста). План лета подразумевао је тродневни боравак у орбити, током којег би се летелица Сојуз 1 спојила са беспилотном летелицом Сојуз 2 ( „рандеву“), али су се од самог старта јавили проблеми. На самом старту летелица није добијала довољно електричне енергије јер се отворио само један од два соларна панела. Затим су се јавили проблеми са аутоматским системом за одржавање оријентације, који је убрзо и потпуно отказао, тако да је летелица почела неконтролисано да се тумба. Комаров је успео да мануалним командама заустави тумбање, али је само делимично решио проблем, тако да су контролори са Земље одлучили да прекину мисију након само једног дана у орбити. Приликом ванредног слетања које је уследило дошло је до проблема са примарним падобраном, док се резервни падобран упетљао са помоћним падобраном који је требало да извуче примарни.
Владимир Камаров погинуо је при удару капсуле у земљу. На месту удара (51° 21′ 41″ С; 59° 33′ 44″ И / 51.3615° С; 59.5622° И) подигнут је мали спомен парк. Поправљање свих грешака на летелици узроковало је паузу у летовима са људском посадом у трајању од 18 месеци. Јуриј Гагарин покушао је да од совјетско лидерство натера да њега ставе на овај лет, јер је знао да је летелица проблематична, али је Комаров то одбио рекавши да је Гагаринов живот превише драгоцен, иако је и сам знао да је лет вероватно осуђен на пропаст.
Када је Аполо 15 напустио Месец, астронаути су оставили плакету и малу металну фигуру названу „Пали астронаут“ посвећену астронаутима и космонаутима обе нације који су погинули током напора да се стигне до Месеца (слика на врху текста).

#### Наставак трке ка Месецу
САД су се опоравиле од пожара мисије Аполо 1, и успеле су да преправе све недостатке и унесу одређена побољшања у нови командни модул „Блок II“.
Настављени су беспилотни летови моћне РН Сатурн V – мисије Аполо 4 и Аполо 6, током којих је тестирана сама ракета и нови командни модул, а кроз серију тестова у орбити прошао је и Лунарни модул за слетање на површину Месеца – мисија Аполо 5. Ови летови спроведени су у другој половини 1967. и првој половини 1968. године. Задатак који је требало да обави посада мисије Аполо 1 – испитивање командног/сервисног модула у ниској Земљиној орбити, спровела је Грисомова резервна посада чији је командант био Волтер Шира. Била је то мисија Аполо 7, лансирана 11. октобра 1968. године. Једанаестодневна мисија проглашена је потпуним успехом, јер је летелица прошла све тестове без грешке, и тако омогућила да САД наставе са својим планом слетања људи на Месец.

СССР је такође решио проблем са падобраном и контролом оријентације летелице Сојуз, па је следећа мисија са посадом лансирана 26. октобра 1968. године – Сојуз 3. Циљ ове мисије био је да се спроведе „рандеву“ (спајање) са другом летелицом у орбити, задатак који је имао и трагично настрадали Комаров. Контролори са Земље навели су две летелице – једну са космонаутима и другу без посаде, до удаљености од 200 метара, а одатле је преузео Георгиј Береговој. Он је летелицу довео до 40 метара од своје мете, али није успео да се споји са другом летелицом пре него што је потрошио више од 90% расположивог горива за маневрисање због пилотске грешке која је његову летелицу поставила у погрешну оријентацију и која је изазвала аутоматско удаљавање беспилотне летелице. 
 Прво спајање у орбити совјетских летелица коначно се догодило између Сојуза 4 и Сојуза 5 у јануару 1969. године. Ово представља прво спајање две свемирске летелице са људском посадом и прву размену посаде између две летелице.
Совјетске летелице Зонд 1968. године и даље нису биле спремне за летове у орбиту око Месеца са људском посадом, након пет неуспешних или делом успешних беспилотних летова – Космос-146 (10. март 1967. године), Космос-154 (8. април 1967. године), Зонд 1967А (27. септембар 1967. године), Зонд 1967Б (22. новембар 1967. године). Летелица Зонд 4 лансирана је 2. марта 1968. године и успешно је облетела око Месеца. Након што је успешно облетела око Месеца и упутила се назад ка Земљи, летелица је наишла на проблеме при уласку у атмосферу 9. марта и контролори су послали команду за самоуништење експлозивним пуњењем, тако да је летелица експлодирала 15.000 метара изнад Гвинејског залива. У званичном саопштењу совјетских власти наведено је да је беспилотна мисија Зонд 4 завршена планираним уништењем, због њеног положаја приликом уласка у атмосферу изнад Атлантског океана, а не изнад Совјетског Савеза.
У лето 1968. године пројекат Аполо задесиле су нове потешкоће – израда првог Лунарног модула је каснила, тако да су менаџери схватили да он неће бити спреман за орбитални тест, чије је лансирање планирано за децембар исте године. Овај проблем агенција НАСА је превазишла тако што је заменила редослед летова, одложивши лансирање првог Лунарног модула за март 1969. године, док ће мисија Аполо 8 бити лансирана без ЛМ-а у орбиту око Месеца, у децембру 1968. Овакав распоред мисија делом је подстакнут и извештајима обавештајних служби да Совјети могу бити спремни да спроведу сопствени лет у орбиту око Месеца са људском посадом летелицом Зонд крајем 1968. године. У септембру 1968. летелица Зонд 5 успешно је ушла у орбиту око Месеца и затим се вратила на Земљу, а у летелици су се налазиле корњаче. Ово је било прво успешно слетање на површину океана од стране Совјетског Савеза (капсула се спустила у Индијски океан). Овај лет је такође уплашио менаџере агенције НАСА – требало им је неколико дана да схвате да у мисији нису учествовали људи јер је летелица на свом путу до Месеца ка Земљи слала претходно снимљене радио поруке. Још једну пробну беспилотну мисију Совјети су лансирали 10. новембра 1968. – Зонд 6, али је капсула имала проблеме при повратку у атмосферу Земље, падобран се прерано отворио тако да се летелица срушила само 16 km од места са којег је лансирана шест дана касније. Испоставило се да совјетски лет ка Месецу са људском посадом уопште није био могућ током 1968. године, због проблема са поузданошћу летелица Зонд.
Френк Борман, Џејмс Лавел и Вилијам Андерс су 21. децембра 1968. године постали први људи који су се до орбите возили моћном ракетом Сатурн V – мисија Аполо 8. Они су постали и први људи који су напустили ниску Земљину орбиту и отишли до неког другог небеског тела, ушавши у орбиту око Месеца 24. децембра. Андерс је током ове мисије снимио чувену фотографију Излазак Земље. Направили су десет орбита за 20 сати, и ка Земљи емитовали један од најгледанијих ТВ преноса у историји – програм на Бадње вече који се завршио читањем из Књиге постања. Два и по сата по завршетку овог преноса, посада је поново упалила ракетни мотор и упутила се назад ка Земљи. Аполо 8 се безбедно спустио на површину Тихог океана 27. децембра, што је било прво слетање посаде у зору за агенцију НАСА.
Амерички Лунарни модул коначно је био спреман за орбитални тест, који је спроведен у марту 1969. године мисијом Аполо 9. Следећа мисија, Аполо 10, спровела је „генералну пробу“ првог слетања на површину у мају 1969. године, спустивши се ЛМ-ом на свега 14,4 km изнад површине Месеца, до тачке у којој би почело спуштање уз помоћ ракетног мотора. Пошто је током ове две мисије показано да ЛМ ради, следећи корак био је покушај самог слетања на површину.
Иако Американци у то време нису знали, совјетски програм слетања на Месец био је у великим проблемима. Након два узастопна неуспешна лансирања супер-тешке РН Н-1 током 1969. године, совјетски планови за слетање људи на Месец претрпели су неколико одлагања. Експлозија ракете Н-1 на лансирној рампи 3. јула 1969. године био је још један велики ударац. Ракета је узлетела али су се мотори угасили након само неколико секунди, тако да је она пала назад на лансирну рампу и експлодирала, уништивши притом и цео лансирни комплекс. Без ракете Н-1, СССР није био у стању да на Месец пошаљу довољно велики терет како би безбедно спустили човека на површину, а затим га вратили на Земљу.

#### Аполо 11
Мисија Аполо 11 припремана је са циљем да се у јулу 1969. слети у Море спокојства. Посаду, изабрану у јануару 1969. године, чинили су командант мисије Нил Армстронг, пилот командног модула Мајкл Колинс, и пилот лунарног модула Едвин „Баз“ Олдрин. Они су заједно тренирали за мисију све до дан пред лансирање. На дан 16. јула 1969. године, тачно у 9.32 по локалном времену, ракета-носач Сатурн V, серијски број AS-506, полетела је са Лансирног комплекса 39 Свемирског центра Кенеди, на Флориди.
Путовање до Месеца трајало је мало више од три дана. Након што су ушли у кружну орбиту, Армстронг и Олдрин су прешли у Лунарни модул, назван Орао (енгл. Eagle), затворили врата и одвојили се од командног модула Колумбија у којем је остао Колинс. Убрзо након одвајања Колинс је кроз прозор извршио последњу визуелну инспекцију „ногу“ за слетање ЛМ-а, а затим је Нилу и Базу дао знак да је све у реду и они су наставили спуштање ка површини. Након што су пребродили неколико аларма који су сугерисали преоптерећење рачунара, а који су се јавили јер је прекидач антене остављен у погрешној позицији, и мале грешке у навођењу ка месту слетања, Армстронг је преузео ручну контролу над модулом на око 180 метара изнад површине и навео га на сигурно слетање у 20.18.04 УТЦ, 20. јула 1969. године. Први људи на Месецу морали су да чекају још шест сати како би изашли на његову површину. У 2.56 УТЦ, 21. јула 1969. године, Армстронг је постао први човек који је крочио на површину Месеца.
Овај први корак посматрала је најмање петина Земљине популације, или око 723 милиона људи. Његове прве речи које је изговорио када је сишао са стопе на дну ноге за слетање биле су: „Ово је мали корак за човека, али џиновски скок за човечанство“. Олдрин му се придружио на површини око 20 минута касније. Свеукупно, на површини су провели мало преко 2 сата и 15 минута. Наредног дана спровели су прво лансирање са неког другог небеског тела, а затим се спојили са Колумбијом, која их је чекала у орбити.
Чланови посаде Апола 11 су се затим упутили ка Земљи и безбедно се спустили у Тихи океан, 24. јула 1969. године. Када је летелица пала у воде океана прошло је тачно 2.982 дана од када је председник Кенеди зацртао циљ да се пошаље човек на Месец, и сигурно врати унутар једне деценије – за успешно извршење тог циља било је потребно 161 дан мање. Са успешно спроведеном мисијом Аполо 11, Американци су победили у трци до Месеца.

#### Други аспекти слетања на месец
Упркос другим међународним ривалствима, Свемирска трка је остала неискварена жељом за територијална проширења. Након својих успешних слетања на Месец, САД су се изричито одрекли права поседовања било ког дела Месеца.

## Остали успеси

### Мисије на друге планете
СССР је први послао сонде ка Венери (Венера-1) и Марсу (Марс-1), 1961. и 1962. године, али су обе мисије завршиле неуспешно јер су контролори са Земље изгубили контакт са овим сондама. Прва сонда која је успешно пролетела поред Венере био је амерички Маринер 2, који је то урадио 14. децембра 1962. на удаљености 34.773 km од површине планете. Он је послао назад изненађујуће податке о високој температури на површини и великој густини атмосфере на Венери. Пошто није носио камере, његови налази нису привукли пажњу јавности као што су урадиле фотографије са свемирских сонди које су далеко надмашиле могућности астрономских земаљских телескопа. У овом периоду и СССР и САД су сваке године лансирале по неколико сонди које су за циљ имале да прве остваре неки циљ, пре него што то успе друга страна. Већина мисија је доживела неуспех, било због експлозије ракете-носача, било због грешке у навођењу или губитка контакта са контролом на Земљи. Уследио је и први успешан пролет поред планете Марс – сонда Маринер 4, 15. јула 1965. године. Затим је совјетска Венера-3 постала прва сонда која је слетела на површину друге планете, ударивши у површину 15. децембра 1970. године. Совјети су први спровели и меко слетање, као и први успешни орбитер око Месеца (Луна 9 и Луна 10).
Док су се САД концентрисале на слетање људи на Месец, СССР је наставио са слањем великог броја сонди ка њему и унутрашњим планетама. Сонда Венера-7 прва је остварила меко слетање на Венеру, Луна 16 спровела је прву успешну роботизовану мисију повратка узорака тла са Месеца, а након тога је уследио и први ровер – Луноход 1. Затим су САД лансирале први орбитер око Марса (Маринер 9), а СССР само пар месеци касније први импактор (Марс-2) и прво меко слетање на површину црвене планете (Марс-3). САД су се након тога окренуле гасовитим планетама, до којих је било много теже стићи. Сонда Пионир 10 постала је прва која је пролетела поред Јупитера, 3. децембра 1973. године. За њом је уследила и сонда Пионир 11 која је пролетела поред Јупитера, а затим наставила и постала прва која је пролетела поред Сатурна, 1. септембра 1979. године. Амерички Маринер 10 први је пролетео поред Меркура, а лендери Викинг 1 и Викинг 2 први су успешно слетели на Марс и слали ка Земљи податке са његове површине. Совјетска Венера-9 први је орбитер око Венере, а у оквиру исте мисије је послата и сонда која је слетела на површину и ка Земљи послала прве фотографије са њене површине.
САД су 1977. године послале сонде Војаџер у туру по Сунчевом систему. Војаџер 2 пролетео је поред Јупитера и Сатурна, а затим и први пут поред Урана и Нептуна. Војаџер 1 пролетео је поред Јупитера и Сатурна, и наставио ка међузвезданом простору. Тренутно је најудаљенија свемирска сонда – преко 19,7 милијарди километара (>130 АЈ).

### Лансирања и пристајања
Први сусрет у свемиру ( „рандеву“) се десио између Џеминија 6 и Џеминија 7, 15. децембра 1965. године. Њихов наследник Џемини 8 је извео прво пристајање у свемиру 16. марта 1966. Прво аутоматско свемирско пристајање је повезало совјетске Космос-186 и Космос-188 (две беспилотне Сојуз летелице), 30. октобра 1967. године.
Прво лансирање са мора се одвило 26. априла 1967, са америчким Скаутом Б. Прва свемирска станица, совјетски Саљут 1, је започела са радом 7. јуна 1971. године.

## Војно такмичење у свемиру
Ван погледа, али не и без правог такмичења, напори за искоришћавање свемира у војне сврхе су текли упоредно са научничким напорима. Доста пре Спутњика 1, и САД и СССР су започели развојне планове за извиђачке (шпијунске) сателите. Совјетска летелица Зенит, коју је за двоструку употребу дизајнирао Корољов и која је на крају постала Восток, је почела као сателит за фотографисање. Она се такмичила са серијом америчког ваздухопловства Дискаверер. Дискаверер XIII је обезбедио прве слике из свемира августа 1960. - један дан пре него што су то Совјети урадили.
И САД и СССР су развили велике војне свемирске програме, често пратећи образац где су САД само завршиле прототип пре него што се програм окончао, док је СССР направио или чак лансирао своје:
1. Суперсонична интерконтинентална крстарећа ракета: Навахо (тест-програм стопиран) против Буран крстарећих ракета (планирано)
2. Мала свемирска летелица са крилима X-20 Dyna-Soar (прототип) против МиГ-105 (тестиран)
3. Војна свемирска станица МОЛ (планирано) против Алмаза (летео модификован као Саљут 2, 3 и 5)
4. Војна капсула са отвором на топлотном штиту Џемини Б (тестиран без посаде у свемиру) против ВА ТКС, такође знане и као Меркур свемирска капсула (летела без посаде као део ТКС летелица)
5. Скела до војне свемирске станице: Џемини Фери (планиран) против ТКС летелице (летела без посаде у свемиру и пристала је на Саљут).

## Смиривање и крај свемирске трке
Док се лансирање Спутњика 1 јасно може назвати почетком свемирске трке, њен крај је више споран. Најжешће такмичење је било током 1960-их, а трка се наставила и након спуштања Апола 11 на Месец 1969. године. Свемирска трка се након овог слетања успорила, а многи посматрачи су слетање Апола 11 означили као њен врхунац или крај. Остали мисле да је крај јасно дошао са заједничким пројектом Аполо-Сојуз, 1975. године. Чак је и у овом тренутку сарадње совјетско вођство, обавештено о проспекту мешања америчког ваздухопловства у програм спејс-шатл, почело да се такмичи са програмима Буран и Енергија. Раних осамдесетих, почетак америчке Стратешке одбрамбене иницијативе је даље појачао такмичење које је довело до колапса Источног блока 1989. године.
Агенција НАСА је, након успешно спроведеног слетања човека на Месец, имала веома амбициозан план наставка истраживања свемира, али је убрзо било јасно да је политичка воља за остваривање ових циљева све више јењавала.
Прво слетање на Месец праћено је другим, мисијом Аполо 12, у новембру 1969. године. НАСА је спровела успешно слетање на Месец са довољном залихом компоненти пројекта Аполо и ракета Сатурн V за још осам мисија, све до Апола 20. Планирано је да током сваке следеће мисије посада остаје све дуже на површини, и да истражи што већу површину, што је током последњих пет мисија и чињено уз помоћ Лунарног ровера који су астронаути користили за брже кретање са једне на другу локацију. Такође је планиран и „примењени Аполо програм“ (енгл. Apollo Applications Program), који је подразумевао изградњу станице у ниској Земљиној орбити за дугорочан боравак посада (касније је овај програм ушао у оквир станице Скајлаб) од потрошеног S-IVB горњег степена ракете, а користећи мању РН Сатурн IB. Међутим, планери мисије убрзо су одлучили да се то може одрадити ефикасније користећи прва два степена ракете Сатурн Vза лансирање станице израђене од степена S-IVB, који је уједно био и трећи степен моћне Сатурн V, и тиме је аутоматски потрошен хардвер за мисију Аполо 20. Додатно смањење буџета агенције НАСА условило је отказивање и мисија Аполо 18 и 19, али су остале три мисије током којих је коришћен Лунарни ровер. Мисију Аполо 13 (април 1970. године) задесила је несрећа, када им је на путу ка Месецу експлодирао резервоар са кисеоником, тако да је слетање на Месец морало да буде отказано, али се посада безбедно вратила на Земљу. Ова несрећа поново је на неко време паузирала летове пројекта Аполо. Летови су настављени успешним мисијама Аполо 14 (фебруар 1971), Аполо 15 (јул 1971), Аполо 16 (април 1972) и Аполо 17 (децембар 1972).
У фебруару 1969. године, председник Ричард Никсон оформио је Групу за свемирска питања (енгл. Space Task Group, STG) која је за задатак имала да направи препоруке за будући цивилни програм истраживања свемира САД. На челу ове групе био је потпредседник Спиро Т. Егњу. Егњу је био присталица програма које је развијала НАСА, и STG је препоручила планове да се развије Свемирски транспортни систем у оквиру којег је био и спејс-шатл, који би потпомогао развој свемирске станице у НЗО или орбити око Месеца за трајан боравак астронаута. Такође је предложена и могућа изградња базе на Месецу, као и први људски лет на Марс већ 1986. или најкасније 2000. године. Међутим, Никсон је боље знао каква је била политичка подршка за овакве програме у Конгресу, која је у суштини нестала након успешног слетања на Месец, и настојао је да постигне детант са СССР и Кином у нади да ће се тако смањити тензије у Хладном рату. Срезао је предлог буџета који је послао пред Конгрес, тако да је био укључен само развој спејс-шатла, са опцијом да се у догледној будућности може почети и са плановима за свемирску станицу у НЗО.
У међувремену, Совјетски Савез је наставио са напорима да усаврши своју ракету Н-1 која је требало да пошаље космонауте на Месец, али је на крају њен развој ипак заустављен 1976. године, након још два неуспешна лета 1971. и 1972. године.

#### Саљут и Скајлаб
Пошто је изгубио у трци до Месеца, СССР је одлучио да се концентрише на развој орбиталних свемирских станица. Током 1969. и 1970. године лансирали су још шест летелица Сојуз након мисије Сојуз 3, а затим су лансирали Саљут 1 лабораторију дизајнирану од стране Керима Керимова, 19. априла 1971. године. Три дана касније, посада мисије Сојуз 10 покушала је да се споји са овом станицом, али није успела да оствари довољно чврсту конекцију како би безбедно могла да уђе у станицу. Посада мисије Сојуз 11 – Владислав Волков, Георгиј Доброволски и Виктор Пацајев, успешно су се спојили са станицом 7. јуна, и у њој остали рекордна 22 дана. Космонаути ове мисије постали су друге жртве током лета у свемир при повратку на Земљу 30. јуна. Они су се угушили када је у кабини капсуле дошло до наглог губитка ваздушног притиска, убрзо након што су се одвојили од Саљута 1. За несрећу је окривљен неисправан вентил за контролу притиска у кабини, који је дозволио да се сав ваздух ослободи у свемир. Посада није носила одела под притиском, тако да није имала никакве шансе да преживи након што је дошло до цурења ваздуха.
Орбита Саљута 1 је подигнута како би се спречио превремен улазак у атмосферу, али даљи летови Сојуза са посадом су одложени док се не реше сви сигурносни проблеми. Станица је изгорела при повратку у атмосферу, 11. октобра 1975. године, након 175 дана у орбити. СССР је покушао да лансира другу станицу из класе Саљут, названу Дуговремена орбитална станица-2 (ДОС-2), 29. јула 1972. године, али је дошло до квара на ракети тако да није стигла у орбиту. Након неуспеха мисије ДОС-2, СССР је покушао да лансира још четири станице до 1975. године, од којих је још једна изгубљена приликом експлозије последњег степена ракете, чији су шрапнели пробушили зидове станице тако да није могла да одржава унутрашњи притисак. Иако су све станице програма Саљут јавности биле представљене као цивилне лабораторије, неке од њих су се у ствари користиле као Алмаз станице за шпијунирање из орбите.
САД су 14. маја 1973. године лансирале орбиталну станицу Скајлаб. Имала је масу од 77.090 kg, пречник 6,6 метара и била је дуга 18 метара. Корисна унутрашња запремина износила је 280 m³. Скајлаб је оштећен приликом лансирања у орбиту – одломљен је један од два соларна панела као и један микро-метеоридни топлотни штит. Мисије са људском посадом које су уследиле успеле су да поправе станицу, а последња посада која је на њој боравила, Скајлаб 4, поставила је хладноратовски рекорд по боравку у орбити од 84 дана када се вратила на Земљу 8. фебруара 1974. године. Станица Скајлаб остала је у орбити још пет година, пре него што је сагорела на повратку изнад Индијског океана и Западне Аустралије, 11. јула 1979. године.

#### Аполо-Сојуз тест пројекат
У мају 1972. године, председник САД Ричард Никсон и совјетски премијер Леонид Брежњев договорили су се о отопљавању односа између две суперсиле познато као детант, стварајући тиме привремено „отопљење“ у Хладном рату. У складу са духом побољшања односа, чинило се да је право време за сарадњу уместо за надметање, тако да се са обе стране све мање мислило на „трку“.
Две државе планирале су заједничку мисију, названу Аполо-Сојуз тест пројекат, током које би се амерички Аполо командни модул спојио са летелицом Сојуз. Као припрему за овај подухват, амерички инжењери конструисали су модул за спајање који је био компатибилан са совјетским системима, а који је такође омогућавао да пристану било које друге две летелице (нпр. Сојуз/Сојуз или Сојуз/Саљут). Овај модул био је неопходан јер је служио и као хипобарична комора, како би посаде могле да пређу из једне летелице у другу, јер су кабине биле под различитим атмосферским притиском. СССР је искористио мисију Сојуз 16 у децембру 1974. године као припрему за Аполо-Сојуз.
Заједничка мисија отпочела је лансирањем летелице Сојуз 19, 15. јула 1975. у 12.20 УТЦ, док је летелица Аполо са модулом за спајање лансирана шест и по сати касније. Две летелице су се спојиле 17. јула у 16.19 УТЦ. Три астронаута су спровела заједничке експерименте са два космонаута, и посада се руковала, разменила поклоне, и посетила једну и другу капсулу.

## Организација, финансирање и економски утицај
Огромни трошкови и бирократија који су били потребни да се организује истраживање свемира су довели до оснивања националних свемирских агенција. Сједињене Државе и Совјетски Савез су развили програме фокусиране само на научне и индустријске потребе ових напора.
Дана 29. јула 1958. године председник САД Двајт Ајзенхауер је потписао Национални ваздухопловни и свемирски акт о оснивању Националне ваздухопловне и свемирске агенције – НАСА. Када је она почела са радом 1. октобра 1958. године, НАСА се састојала од 4 лабораторије и око 8.000 радника владине 46 година старе агенције за ваздухопловство – Националног саветничког комитета за ваздухопловство (НАЦА). Док је њена претходница НАЦА радила са буџетом од 5 милиона долара, финансирање НАСА се брзо попело на 5 милијарди долара годишње, укључујући и велике суме потпредузимача из приватног сектора. Слетање мисије Аполо 11 на Месец је коштало око 20 до 25 милијарди долара.
Недостатак поуздане статистике чини тешким поређење америчких и совјетским трошкова, посебно за време Хрушчовљевог периода. Ипак, 1989. године тадашњи начелник штаба совјетских оружаних снага, генерал Мојсејев је известио да је СССР доделио 6,9 милијарди рубљи (око 4 милијарде долара) свом свемирском програму те године. Други совјетски званичници су проценили да су њихови укупни трошкови износили близу те суме током целог времена трајања програма, док су неки нижи званичници процењивали на 4,5 милијарди долара. Као додатак нејасноћи око бројки, таква поређења морају узети у свој рачун и вероватне ефекте совјетске пропаганде, која је за циљ имала да учини да Совјетски Савез изгледа јако и да збуни анализе запада.
Организациони проблеми, посебно унутрашња ривалства, су такође мучили совјетске напоре. СССР није имао ништа слично агенцији НАСА (руска Федерална космичка агенција постоји тек од 1990-их). Превише политичких проблема у науци и превише личних погледа су ометали совјетски напредак. Сваки совјетски главни пројектант је морао да се бори за своје идеје, тражећи покровитељство неког владиног званичника. Године 1964. између разних главних пројектаната, СССР је развијао 30 различитих модела лансирних рампи и свемирских летелица. Након смрти Корољова, совјетски свемирски програм је постао реактиван, покушавајући да одржи једнакост са америчким. Касније, 1974. године, СССР је реорганизовао свој свемирски програм, створивши пројекат Енергија да би копирао амерички спејс-шатл са Бураном.

## Хронологија (1957—1975)
| Датум               | Значај                                            | Држава                         | Име мисије           |
| ------------------- | ------------------------------------------------- | ------------------------------ | -------------------- |
| 21. август 1957.    | Интерконтинетални балистички пројектил            | СССР                           | R-7 Семјорка         |
| 4. октобар 1957.    | Први вештачки сателит (Земље)                     | СССР                           | Спутњик 1            |
| 3. новембар 1957.   | Животиња у свемиру (пас Лајка)                    | СССР                           | Спутњик 2            |
| 31. јануар 1958.    | Откриће Ван Аленовог појаса                       | САД-АБМА                       | Експлорер 1          |
| 18. децембар 1958.  | Комуникациони сателит                             | САД-АБМА                       | Пројекат СКОРЕ       |
| 4. јануар 1959.     | Сунчев вештачки сателит                           | СССР                           | Луна 1               |
| 17. фебруар 1959.   | Метереолошки сателит                              | САД-НАСА (НРЛ)1                | Вангард 2            |
| јун 1959.           | Шпијунски сателит                                 | Америчко ратно ваздухопловство | Дискаверер 4         |
| 7. август 1959.     | Слика Земље из свемира                            | САД-НАСА                       | Експлорер 6          |
| 14. септембар 1959. | Сонда на Месецу                                   | СССР                           | Луна 2               |
| 7. октобар 1959.    | Слика даље стране Месеца                          | СССР                           | Луна 3               |
| 12. април 1961.     | Први човек у свемиру                              | СССР                           | Восток 1             |
| 10. јул 1962.       | Први активан комуникациони сателит                | САД-АТ&Т                       | Телстар              |
| 29. септембар 1962. | Први вештачки сателит који нису послале суперсиле | Канада                         | Алеут 1              |
| 16. јун 1963.       | Жена у орбити                                     | СССР                           | Восток 6             |
| 18. март 1965.      | Свемирска шетња                                   | СССР                           | Васход 2             |
| 15. децембар 1965.  | Орбитално састајање²                              | САД-НАСА                       | Џемини 6A/Џемини 7   |
| 1. март 1966.       | Сонда слеће на другу планету - Венеру             | СССР                           | Венера 3             |
| 16. март 1966.      | Орбитално састајање и пристајање                  | САД-НАСА                       | Џемини VIII          |
| 24. децембар 1968.  | Лет људске посаде око Месеца                      | САД-НАСА                       | Аполо 8              |
| 21. јул 1969.       | Човек на Месецу                                   | САД-НАСА                       | Аполо 11             |
| 23. април 1971.     | Свемирска станица                                 | СССР                           | Саљут 1              |
| 14. новембар 1971.  | Сателит кружи око друге планете - Марс            | САД-НАСА                       | Маринер 9            |
| 9. новембар 1972.   | Геостационарни комуникациони сателит              | Канада-БЦЕ                     | Аник А1              |
| 15. јул 1975.       | Прва заједничка америчко-совјетска мисија         | САД-НАСА СССР                  | Пројекат Аполо-Сојуз |

1 Пројекат Вангард је пребачен са НРЛ на НАСА непосредно пре лансирања.
² Совјетски Савез је раније покушао састајање 12. август 1962. Ипак, Восток 3 и Восток 4 су дошли само на 5 km један од другога и радили су на различитим орбитама. Правда није поменула ову информацију, али је јавила да се састајање десило.

## Заоставштина свемирске трке

#### Људски летови у свемир након Апола
Током 1970-их САД су започеле развој вишекратне свемирске летелице нове генерације коју су назвали спејс-шатл. У истом периоду лансирале су и велики број аутономних роботизованих сонди. СССР је наставио да унапређује технологију орбиталних свемирских станица кроз програм Саљут, а касније и кроз станицу нове генерације – Мир, до којих су посаде лансиране летелицама Сојуз, које су такође с времена на време биле унапређиване. СССР је развио и сопствени шатл, као пандан америчком, кроз програм Буран. Међутим, Совјетски Савез се распао 1991. године, тако да се велики део опреме свемирског програма нашао у новонасталим независним државама у источној Европи. САД и Русија су наставиле сарадњу у свемиру кроз Шатл-Мир програм, а касније и у оквиру Међународне свемирске станице.
Руске ракете-носачи из фамилије Р-7, које су у орбиту лансирале први вештачки сателит на почетку свемирске трке, користе се и данас за лансирање посада и терета до МСС. Након пензионисања спејс-шатла, летелице Сојуз постале су једино превозно средство до ове орбиталне станице, и њима се лансирају мешовите посаде свих земаља које учествују у овом програму (Русија, САД, ЕУ, Канада и Јапан).

#### Напредак у технологија и науци
Технологија, посебно астронаутика и електронска комуникација, је много напредовала током овог периода. Међутим, ефекти свемирске трке су отишли даље од ракета-носача, физике и астрономије. Технологија свемирске трке се проширила на поља као што су кућне потрепштине или студије опадања лишћа у шумама, а напори да се победи у свемирској трци су на много начина променили начин на који су студенти учили науку.
Америчке бриге да су брзо заостале иза Совјетског Савеза у трци до свемира су брзо довеле до тога да су законодавци и наставници тражили већи нагласак на математици и природним наукама у америчким школама. Амерички Национални одбрамбени акт о образовању из 1958. године повећао је финансирање ових циљева од образовања у детињству до пост-дипломских студија.
Научници подстрекивани овим напорима су помогли у развијању технологија за истраживање свемира који су усвојене за разне употребе од кухиње до атлетских борилишта. Осушена и спремна-за-јело храна, одећа која остаје сува, меморијски јастуци, чак и наочаре које се не замагљују су имале корене у свемирској науци.
СССР је остао неприкосновен лидер у прављењу ракета-носача и нарочито ракетних мотора, чак и након краја Хладног рата. САД су постале супериорне у електроници, даљинском надгледању, навођењу возила и роботском управљању.